# Alain Calmat
Alain Calmat (ur. 31 sierpnia 1940 w Paryżu) – francuski łyżwiarz figurowy, startujący w konkurencji solistów, lekarz i polityk. Wicemistrz olimpijski z Innsbrucka (1964) i uczestnik igrzysk olimpijskich (1956, 1960), mistrz świata (1965), trzykrotny mistrz Europy (1962–1964), 5-krotny mistrz Francji (1958, 1962–1965).
Calmat zapalił znicz olimpijski podczas ceremonii otwarcia Zimowych Igrzysk Olimpijskich 1968 w Grenoble.

## Biografia

### Kariera amatorska
Calmat rozpoczął starty w zawodach łyżwiarskich mając 9 lat, a na mistrzostwach świata 1954 zadebiutował w wieku lat 13. W swojej karierze pięciokrotnie stawał na podium mistrzostw świata (zwycięstwo w 1965 roku) oraz sześciokrotnie zdobywał medal mistrzostw Europy, w tym trzykrotnie był to złoty medal (1962–1964). W mistrzostwach Francji aż 7-krotnie zdobywał srebrny medal (1954–1957, 1962–1965), a 5-krotnie złoty medal (1958, 1959–1961).
Na Zimowych Igrzyskach Olimpijskich 1956 w Cortina d’Ampezzo debiutował jako 15-latek zajmując 9. miejsce. Cztery lata później, na Zimowych Igrzyskach Olimpijskich 1960 był już szósty, zaś w 1964 roku wywalczył wicemistrzostwo olimpijskie ustępując jedynie Manfredowi Schnelldorferowi.

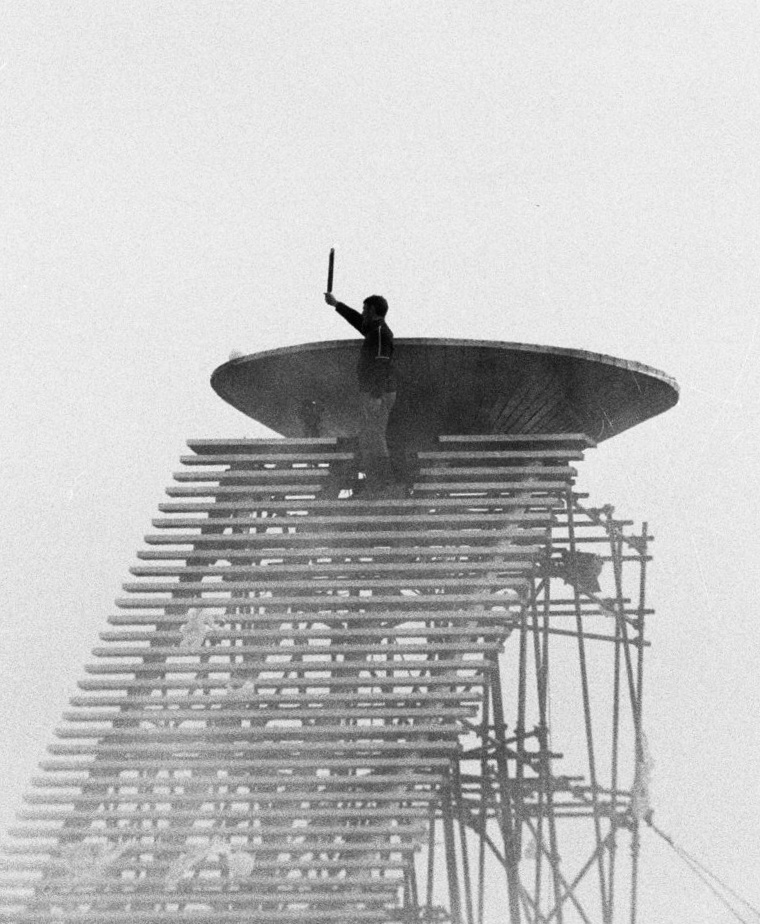
Calmat podczas zapalania znicza olimpijskiego (Grenoble 1968)

### Po zakończeniu kariery
Karierę amatorską Calmat zakończył w 1965 roku i rozpoczął studia medyczne. Został chirurgiem. Pracował jako ordynator oddziału gastroenterologii w Hôpital à Montfermeil. Był częścią zespołu Christiana Cabrola i Charlesa Dubosta, którzy przeprowadził pierwszą transplantację serca we Francji. Później pracował jako profesor i szef kliniki w szpitalu Collège Pitié-Salpêtrière w Paryżu.
Calmat przez pewien czas był sędzią łyżwiarskim m.in. na Zimowych Igrzyskach Olimpijskich 1980 w Lake Placid.
W latach 1984–1986 był ministrem sportu w rządzie Laurenta Fabiusa we Francji. Następnie od 1986 do 1993 roku był posłem departamentu Cher, zaś w 1995 roku został burmistrzem Livry-Gargan aż do 2014 roku. W 1997 roku został posłem w Zgromadzeniu Narodowym Francji.
Laureat wielu wyróżnień, w tym Legii Narodowej i Orderu Narodowej Zasługi. Służył w komitecie wybranych na szczeblu lokalnym, który opowiadał się za wsparciem i finansowaniem badań nad HIV / AIDS oraz był przewodniczącym Komitetu Medycznego Francuskiego Komitetu Olimpijskiego.
Ma czworo dzieci.

## Osiągnięcia
| Zawody               | 1954           | 1955           | 1956           | 1957           | 1958           | 1959           | 1960           | 1961           | 1962           | 1963           | 1964           | 1965           |                |                |                |                |                |
| Międzynarodowe       | Międzynarodowe | Międzynarodowe | Międzynarodowe | Międzynarodowe | Międzynarodowe | Międzynarodowe | Międzynarodowe | Międzynarodowe | Międzynarodowe | Międzynarodowe | Międzynarodowe | Międzynarodowe | Międzynarodowe | Międzynarodowe | Międzynarodowe | Międzynarodowe | Międzynarodowe |
| -------------------- | -------------- | -------------- | -------------- | -------------- | -------------- | -------------- | -------------- | -------------- | -------------- | -------------- | -------------- | -------------- | -------------- | -------------- | -------------- | -------------- | -------------- |
| Igrzyska olimpijskie |                |                | 9              |                |                |                | 6              |                |                |                | 2              |                |                |                |                |                |                |
| Mistrzostwa świata   | 11             | 9              | 7              | 9              | 5              | 7              | 3              | *              | 3              | 2              | 2              | 1              |                |                |                |                |                |
| Mistrzostwa Europy   | 5              | 5              | 4              | 4              | 3              | 4              | 4              | 2              | 1              | 1              | 1              | 2              |                |                |                |                |                |
| Uniwersjada          |                |                |                |                |                |                | 1              |                |                |                |                |                |                |                |                |                |                |
| Krajowe              |                |                |                |                |                |                |                |                |                |                |                |                |                |                |                |                |                |
| Mistrzostwa Francji  | 2              | 2              | 2              | 2              | 1              | 2              | 2              | 2              | 1              | 1              | 1              | 1              |                |                |                |                |                |

## Nagrody i odznaczenia
- Legia Honorowa
  - Komandor Legii Honorowej – 2014[6]
  - Oficer Legii Honorowej – 1984[4]
  - Kawaler Legii Honorowej – 1967[4]
- Order Narodowy Zasługi Komandor (III klasa) – 1976[7]
- Złoty medal zasług dla młodzieży i sportu – 1976[4]